# ABN AMRO World Tennis Tournament 2003
ABN AMRO World Tennis Tournament 2003 — тенісний турнір, що проходив на кортах з твердим покриттям у місті Роттердам, Нідерланди з 17 лютого . Належав до категорії ATP International Series Gold, був турніром серії Rotterdam Open 2003 року.

## Фінальна частина

### Одиночний розряд
Максим Мирний —  Рамон Слюйтер 7–6(7–3), 6–4

### Парний розряд
Вейн Артурс /  Пол Генлі —  Роджер Федерер /  Максим Мирний 7–6(7–3), 6–2